# Club Puebla
O Club Puebla, mais conhecido como Puebla, é um clube de futebol mexicano da cidade de Puebla. Foi fundado em 7 de maio de 1944, suas cores são azul e branco.  Seu maior título é a Liga dos Campeões da CONCACAF de 1991.
Desde 1904, a cidade de Puebla pratica futebol. Em 1904, o Puebla AC foi criado por um inglês, que colocou o clube na liga de futebol mexicana em sua era amadora. Entre 1944 e 1949, o Puebla FC conquistou uma vez a liga, ficou uma vez em segundo lugar e três vezes em quarto lugar. Na temporada 1944-45, eles ganharam sua primeira Copa México, pavimentando a estrada para se tornar um dos grandes clubes de futebol do México.
Durante a temporada 1953-54, eles ganharam sua segunda Copa México. O Puebla ganhou seu primeiro campeonato mexicano após derrotar o Guadalajara nas cobranças de pênalti, na temporada 1982-83. Ganharam mais duas Copas México, em 1987-88 e 1989-90, ano que eles ganharam seu segundo título da liga após vencer a Universidad de Guadalajara.
Após faturar a Liga e a Copa México no mesmo ano, foram convidados para participar da exclusiva “Campeónísimo” Cup. Em 1991, eles derrotaram o Police F.C., de Trindad e Tobago, em seu primeiro Campeonato da CONCACAF.
Em 2005, o Puebla foi rebaixado para a Primeira A, no fim do Clausura de 2005. O time venceu o Apertura, em 2006, após uma óptima partida contra o Salamanca. No dia 26 de Maio de 2007, o Puebla voltou para a primeira divisão do México, após derrotar o Dorados de Sinaloa, em um embalado Estadio Cuauhtémoc, com mais de 45 000 espectadores. Houve comemorações por toda a cidade de Puebla, que lembravam os títulos de 1983 e 1990, quando o time ganhou a liga.
O Puebla foi rebaixado novamente em 2009, mas a equipe foi muito mais longe no torneio do  que todos imaginavam, conseguindo chegar à fase semifinal da Liguilla, aonde perdeu para o U.N.A.M. Pumas, que só foi para a final por ter ficado em uma classificação melhor no torneio.
Ao longo de mais de 60 anos de futebol profissional, o Puebla contou com notáveis jogadores internacionais, principalmente da Argentina, Brasil, Chile, Uruguai, Espanha e de outros países da África e da Europa.

## Elenco
- Atualizado em 18 de fevereiro de 2021.

Legenda
- : Capitão
- : Lesão

## Jogadores notáveis
| México - Alberto García Aspe - Alfredo Tena - Ignacio Ambríz - Manuel Lapuente - Narciso Cuevas - Jorge Campos - Marcelino Bernal - Pablo Larios - Duilio Davino - Luis Miguel Noriega - Luis Garcia Postigo - Sigifredo Mercado Alemanha - Uwe Wolf Argentina - Silvio Fogel - Damián Zamogilny | Brasil - Edivaldo - Muricy Ramalho Chile - Luis Ignacio Quinteros - Jorge Aravena - Carlos Poblete Colômbia - Eudalio Arriaga Costa Rica - Jafet Soto Ecuador - Iván Kaviedes Espanha - Jose Martinez Sanchez - Juan Manuel Asensi - Carlos Muñoz - Miguel Pardeza - Luis García | Guatemala - Carlos Ruiz Honduras - Ramón Núñez Peru - José Soto - Roberto Palacios - Walter Vilchez Uruguai - Robert Dante Siboldi - Gerardo Rabajda - Nicolás Olivera - Álvaro González - Horacio Peralta Venezuela - Juan Arango |

## Títulos
| Continentais | Continentais                  | Continentais | Continentais                                      |
|              | Competição                    | Títulos      | Temporadas                                        |
| ------------ | ----------------------------- | ------------ | ------------------------------------------------- |
|              | Liga dos Campeões da CONCACAF | 1            | 1991                                              |
| Nacionais    |                               |              |                                                   |
|              | Competição                    | Títulos      | Temporadas                                        |
| México       | Campeonato Mexicano           | 2            | 1982–83, 1989–90                                  |
| México       | Copa do México                | 5            | 1944–45, 1952–53, 1987–88, 1989–90, Clausura 2015 |

- campeón de campeones: 1990

## Campanhas de Destaque

### Internacionais
- Copa Interamericana: 2º lugar - 1991
- Superliga: 4º lugar - 2010

### Nacionais
- InterLiga: 4º lugar - 2010

## Uniformes

### 1º Uniforme
| 2020–2021 | 2019–2020 | 2018–2019 | 2017–2018 | 2016–2017 | 2015–2016 | 2015 | 2014 | 2013–2014 | 2012–2013 |

### 2º Uniforme
| 2020–2021 | 2019–2020 | 2018–2019 | 2017–2018 | 2016–2017 | 2015–2016 | 2015 | 2014 | 2013–2014 | 2012–2013 |

### 3º Uniforme
|  |  |  |  |  |  |  |  |  |  |  |  |  |  |  |  |  |  |  |  |  |  |  |  |  |  | 2019–2020 | 2018–2019 | 2017–2018 | 2016–2017 | 2015–2016 | 2015 | 2014 |  |  |  |  |  |  |  |  |  |  |  |  |  |  |  |  |  |  |  |  |  |  |  |  |  |  | 2012–2013 |

### Outros Uniformes
| 75 anos 2019–2020 |